# ولکه هوستیه‌رادکی
ولک هسترادکی (به چکی: Velké Hostěrádky) یک منطقهٔ مسکونی در جمهوری چک است که در Břeclav District واقع شده‌است.

## خصوصیات
ولک هسترادکی ۱۰٫۵۷ کیلومترمربع مساحت و ۴۷۶ نفر جمعیت دارد و ۲۱۵ متر بالاتر از سطح دریا واقع شده‌است.